# 門屋組
株式会社門屋組（かどやぐみ）は、愛媛県松山市吉藤に本社を置く建設会社である。

## 概要
明治末期の1910年、門屋留一郎が創業した。個人の住宅、企業、大学、医療機関などの民間施設をはじめ、大街道商店街アーケードや道後温泉別館飛鳥乃湯泉といった地域を代表する公共建築物まで、約2千棟を手がけている。

## 事業所
- 本社 - 愛媛県松山市吉藤3丁目2-1
- 広島支店 - 広島県広島市西区東観音町16番地20号（河部ビル101）

## 沿革
- 1910年 - 門屋留一郎が門屋組を創業。
- 1945年 - 番町小学校敷地に仮社屋を建設[1]。
- 1955年 - 「株式会社門屋組」に組織変更。
- 1972年 - 松山市吉藤に本社事務所を建設[1]。
- 1979年 - 建設大臣認可を受ける。広島支店を開設[1]。
- 2023年 - 新社屋が落成[3]。

## 主な施工実績
- アイテムえひめ
- 旭川荘南愛媛療育センター
- 伊予銀行本店南別館
- エディオン松山本店
- 愛媛信用金庫菊間支店
- エミフルMASAKIアミューズ棟別館
- 済美高等学校平成校(現：済美平成中等教育学校）
- しまなみ信用金庫神辺支店
- 伯方塩業松山本社
- 広島市信用組合駅前支店
- ドーミーイン松山
- 松山観光港ターミナル
- 丸栄タオル本社屋
- マルトモ本社社屋
- 三浦工業本社ビル

## 取り組み
- 2023年10月に完成した鉄筋コンクリート4階建ての本社屋は公共避難施設と同等の重要度係数Ⅰ類（1.5）という耐震性能で、約120人収容可能な大会議室を1階に置き、災害時には地域住民の一時避難場所として利用可能となっている[3]。また防災倉庫や災害用自販機も備えられている[3]。